# شرح أصول اعتقاد أهل السنة والجماعة
شرح أصول اعتقاد أهل السنة والجماعة من الكتاب والسنة وإجماع الصحابة والتابعين ومن بعدهم هو كتاب في العقيدة الإسلامية تأليف اللالكائي (ت 418 هـ)، قسم فيه اللالكائي أصول العقيدة عند أهل السنة والجماعة إلى التوحيد والأسماء والصفات، والإيمان بالنبي، ومعنى الإيمان أنه قول وعمل، الإيمان بالشفاعة، والإيمان بالآخرة والجنة والنار ومشاهد يوم القيامة، وفضائل الصحابة.
أثنى ابن قيم الجوزية على الكتاب في نونيته فقال:

## سبب التأليف
ذكر اللالكائي في المقدمة أنه ألف الكتاب بسبب:
- سؤال بعض أهل العلم له أن يؤلف كتاباً في شرح اعتقاد أهل السنة والجماعة.
- انصراف علماء زمانه عن مذهب أهل السنة والجماعة والانشغال عنه بما أحدثوه من علوم أخرى.

## أبواب الكتاب
قسم اللالكائي كتابه إلى أبواب وهي:
- باب سياق ذكر من رسم بالإمامة في السنة
- باب جماع توحيد الله عز وجل وصفاته وأسمائه وأنه حي قادر عالم سميع بصير متكلم مريد باقي
- بَابُ جُمَّاعِ مَبْعَث النَّبِيِّ ﷺ وابتداء الوحي إليه وفضائله ومعجزاته
- بَابُ جُمَّاعِ الْكَلامِ فِي الإِيمَانِ
- بَابُ الشَّفَاعَةِ لأَهْلِ الْكَبَائِرِ
- بَابُ جُمَّاعِ وُجُوبِ الإِيمَانِ بِالْجَنَّةِ وَالنَّارِ والبعث بعد الموت والميزان والحساب والصراط
- بَابُ جِمَاعِ فَضَائِلِ الصَّحَابَةِ

## وصلات خارجية
- شرح أصول اعتقاد أهل السنة والجماعة، على جود ريدز.
- كتاب شرح أصول اعتقاد أهل السنة والجماعة على مكتبة إسلام ويب.